# Wandalin Szukiewicz

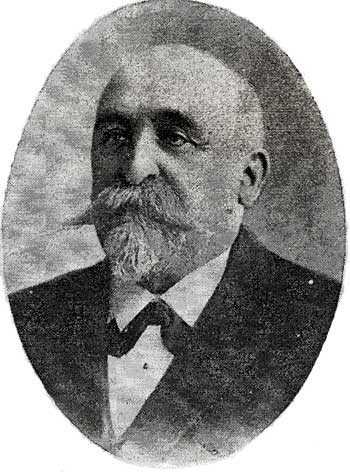
Wandalin Szukiewicz

Wandalin Szukiewicz (ur. 1852 r., zm. 1919 r.) – polski działacz ludowy, archeolog. Prowadził prace archeologiczne i etnograficzne na terenie Wileńszczyzny.
W 1869 roku wyjechał do Warszawy z zamiarem wstąpienia do Szkoły Głównej, jednak po dokonanej właśnie wtedy likwidacji jej polskiego charakteru, nie został przyjęty z powodu nieznajomości języka rosyjskiego. W związku z tym pobierał prywatne nauki u prof. Więckowskiego i u doktora Hołowni. W 1871 roku został wezwany przez babkę Annę Wołk-Karczewską do objęcia majątku w miejscowości Nacza koło Lidy. W 1883 roku zbadał pierwsze cmentarzysko w miejscowości Puziele, co opisał w "Tygodniku Ilustrowanym" w 1885 roku i Światowidzie tom I w 1889 r., gdzie umieścił także wyniki prac archeologicznych w majątku Wężowszczyzna nad rzeką Kotra w powiecie lidzkim.
Stryjeczny brat Macieja Szukiewicza (1870-1943), którego w latach 1911 - 1914 wielokrotnie podtrzymywał na duchu (listy, BJ, rkps 8817 III). Od 1914 roku Honorowy Członek Polskiego Towarzystwa Krajoznawczego.

## Wybrane publikacje
- Poszukiwania archeologiczne w powiecie lidzkim guberni Wileńskiej, Kraków 1907 r.
- Roboty w celu podtrzymania murów zamku w (nieczytelnie) i badania przeprowadzone w r. 1905, BJ, sygn. 62210 II
- Szkice z archeologii prehistorycznej Litwy, cz.1. Epoka kamienna w guberni Wileńskiej, Wilno 1901 r.